# ماتیلدا (فیلم ۲۰۱۷)
ماتیلدا (روسی: Матильда) یک فیلم در ژانر درام و درام به کارگردانی آلکسی اوچیتیل است که در سال ۲۰۱۷ منتشر شد.

## بازیگران
- میخالینا اولشانسکا
- لارس آیدینگر
- دانیلا کوزلوفسکی
- اینگه‌بورگا داپکونایته
- سرگئی گارماش
- یوگنی میرونف
- گریگوری دوبریگین
- توماس اوسترمایر